# Damnacanthus henryi
Damnacanthus henryi är en måreväxtart som först beskrevs av Augustin Abel Hector Léveillé, och fick sitt nu gällande namn av Hsien Shui Lo. Damnacanthus henryi ingår i släktet Damnacanthus och familjen måreväxter. Inga underarter finns listade i Catalogue of Life.